# Atractus altagratiae
Atractus altagratiae — вид змій родини полозових (Colubridae). Ендемік Бразилії.

## Поширення і екологія
Atractus altagratiae відомі з типової місцевості, розташованої в долині річки Куруру, притоки річки Телес-Пірес, в муніципалітеті Жакареаканга, в штаті Пара, на висоті 44 м над рівнем моря. Вони живуть у вологих тропічних лісах Амазонії.